# 김지민 (작가)
 김지민은 대한민국의 그림책 작가, 일러스트레이터, 판화가이다. 대표작으로는 《하이드와 나》가 있다.

## 생애
김지민은 1974년 5월 11월 대한민국 충주에서 태어났고, 대학에서 영문학을 전공하였다. 대학 졸업 후 그녀는 일러스트레이터로 일하던 중 자신만의 스타일을 가진 그림책을 만들고 싶다는 생각으로 영국으로 건너갔다. 그녀는 2015년에 킹스턴 대학교에서 ‘communication design and illustration’ 석사과정을 졸업했다. 이후 킹스턴 대학교 졸업 작품인 《하이드와 나》로 데뷔했다. 그녀가 그림책 작가가 된 계기는 어렸을 적 책을 많이 접하게 해주신 부모님의 영향이 컸다. 그녀는 토미 웅거러나 윌리엄 스타이그, 퀜틴 블레이크처럼 유머를 잘 다루는 작가들을 좋아한다. 현재 경기도 성남시에서 남편과 세 마리의 고양이와 살고 있다.

## 커리어
그녀는 《하이드와 나》로 영국 일러스트레이션 협회에서 주관하는 2016년 영국 ‘AOI World Illustration Awards’에서 뉴탤런트 책부문 수상과 동시에 최고상을 수상하였다. 2017년에는 《하이드와 나》로 나미콩쿠르에서 퍼플아일랜드상을 수상하였다. 또한 그 해에 《하이드와 나》로 BIB 황금사과상을 수상하였다.

## 스타일
그녀는 짧은 내러티브안에 여러 가지 형식의 입체적인 그림책을 구성하여 독창성을 구현해낸다. 《하이드와 나》는 아코디언북의 형식으로 자아분열의 주제를 다루고 있다. 《좀이 쑤시는 7시간》은 오각형 형태의 책으로 비행공포증의 불안정함을 잘 담아내고 있다. 그녀는 오브젝트 자체만으로 소장가치가 있는 작품을 가지고 싶은 독자의 요구를 최대한 반영하고자 노력하였다. 그림책과 더불어 동판화, 석판화 등 주로 판화작업을 베이스로 한 그림책을 만들고 있다.

## 주요작품
- 2017 《하이드와 나》, 한솔수북

## 수상
- 2016 《하이드와 나》 AOI World Illustration Awards 뉴탤런트 책부문 수상[3]
- 2017 《하이드와 나》 나미콩쿠르 퍼플아일랜드상 수상[4]
- 2017 《하이드와 나》 BIB 황금사과상 수상[5]

## 활동
그녀는 낭독회, 강연, 전시 등 다양한 활동을 통해 대면, 비대면으로 독자와의 소통을 지속적으로 이어가고 있다.
- 2020 동대문디자인플라자 DDP 디자인 위크 ‘일상의 예술, 그림책전’ Play & Link 그룹전 참여[6]
- 2019 이탈리아 5개도시 순회전시 ‘Le immagini della fantasia 37’에 ‘하이드와 나’ 초대[7]
- 2019 BIB ‘브라티슬라바 일러스트레이션 비엔날레’ 주최 세미나, ‘아트 오브젝트로서의 그림책’ 발표
- 2018 일본 쿠루메 시티 뮤지엄, ‘김지민 작가와 함께 만드는 자화상 입체북’ 워크샵[8]
- 2018 일본 쿠루메 시티 뮤지엄, 나라, 치바 등 일본 5개 도시 브라티슬라바 일러스트레이션 비엔날레 수상작 순회전시[8]
- 2018 서울대학교  중앙도서관,  관정관 ‘작은 갤러리’,  ‘아트오브젝트로서 그림책’ 초대전[9]
- 2017  갤러리 밈, ‘아트 오브젝트로서의 그림책’ 개인전[10]
- 2017  일본 ‘도쿄 아트 북 페어’ 참가[11]
- 2017  서울 일러스트레이션 페어 참가[12]
- 2017  미국 샌프란시스코  ‘코덱스 북 페어’  참가
- 2016  AOI 월드 일러스트레이션 어워드, 런던 서머셋 하우스 전시[13]
- 2016  AOI 월드 일러스트레이션 어워드,  북카테고리 ‘New Talent Overall Winner’[13]
- 2015  런던 일러스트레이션 페어 참가[14]